# National Association of Women Pharmacists
La National Association of Women Pharmacists venne fondata a Londra il 15 giugno 1905 su idea di Margaret Elizabeth Buchanan e Isabella Skinner Clarke. 
Le prime riunioni si tenevano presso la casa di Clarke e l'associazione contava inizialmente 50 donne. L'appartenenza era limitata a coloro che avevano superato l'esame maggiore o minore per il diploma di farmacista. Fino al 1912 Buchanan sosteneva che praticamente tutte le donne farmaciste ne facessero parte. Buchanan stessa ne fu presidente in un determinato momento.
La prima segretaria dell'associazione fu Elsie Hooper (1879-1969), la quale partecipò alla Women's Coronation Procession, una marcia di 40.000 suffragette tenutasi il 17 giugno 1911 che partì da Westminster fino alla Royal Albert Hall. Nel giugno 1911 il Chemist and Druggist pubblicò le foto di alcune farmaciste che presero parte alla marcia.
L'associazione sostiene e collabora con la Royal Pharmaceutical Society, tuttavia è indipendente da quest'ultima.
L'Assemblea generale annuale del 2019 ha deciso di sciogliere l'associazione alla fine del 2019, tuttavia essa continua a operare come rete semi-autonoma all'interno della Pharmacists' Defence Association.